# Pawliwka (Bolhrad)

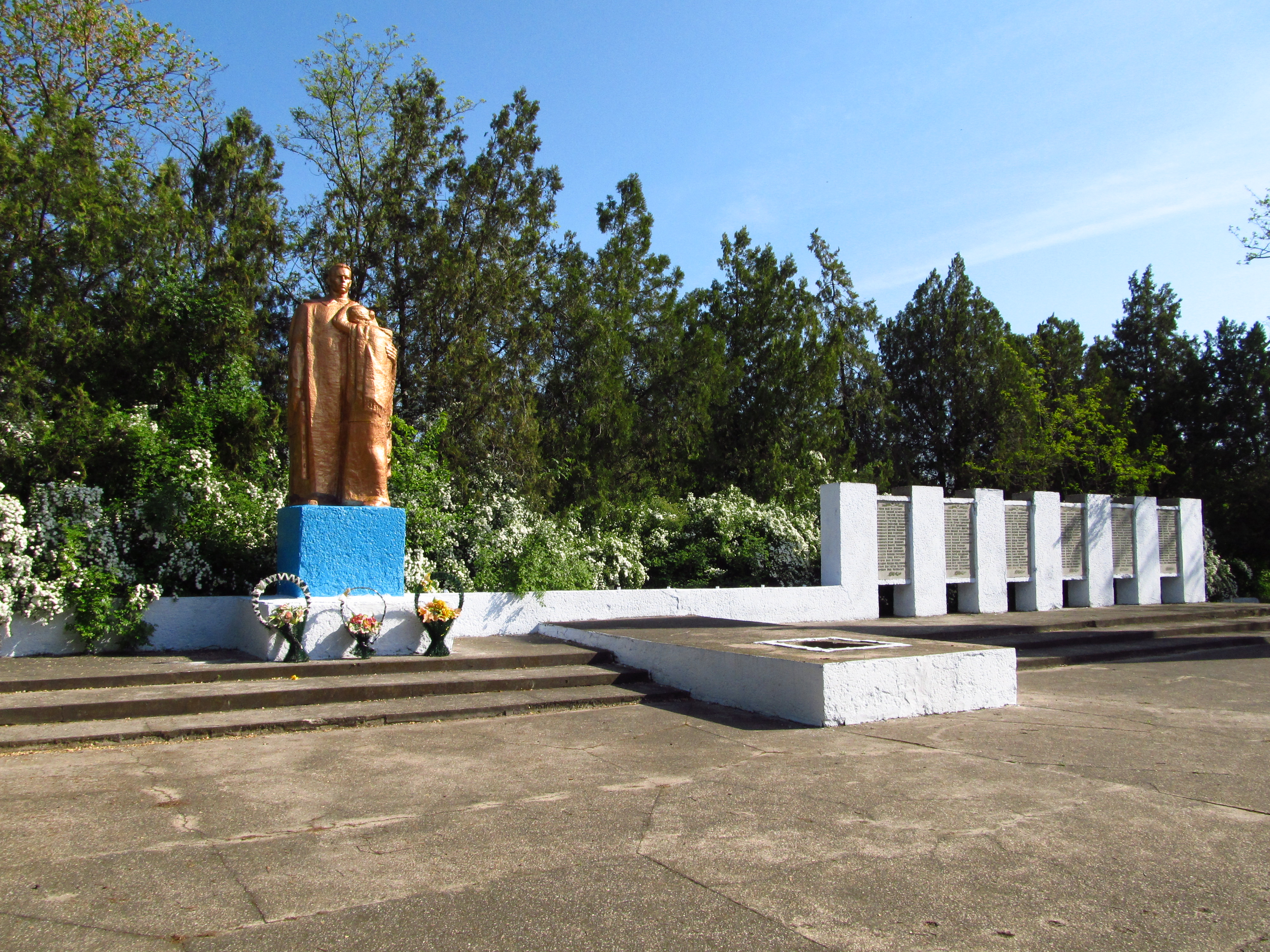
Das Denkmal für den Vaterländischen Krieg im Ort

Pawliwka (ukrainisch Павлівка; russisch Павловка/Pawlowka, rumänisch Pavlovca) ist ein Dorf im Süden der Ukraine, etwa 111 Kilometer südwestlich der Oblasthauptstadt Odessa südlich des Flusses Kohylnyk gelegen.
Der Ort wurde offiziell 1821 gegründet, die ersten Bewohner kamen aus dem Gouvernement Kursk.

## Verwaltungsgliederung
Am 12. Juni 2020 wurde das Dorf zum Zentrum der neugegründeten Landgemeinde Pawliwka (Павлівська сільська громада/Pawliwska silska hromada). Zu dieser zählten auch noch die 7 in der untenstehenden Tabelle aufgelisteten Dörfer, bis dahin bildete es zusammen mit dem Dorf Selena Balka die gleichnamige Landratsgemeinde Pawliwka (Павлівська сільська рада/Pawliwska silska rada) im Osten des Rajons Arzys.
Seit dem 17. Juli 2020 ist es ein Teil des Rajons Bolhrad.
Folgende Orte sind neben dem Hauptort Pawliwka Teil der Gemeinde:
| Name                     | Name             | Name                                    | Name                    |
| ukrainisch transkribiert | ukrainisch       | russisch                                | rumänisch               |
| ------------------------ | ---------------- | --------------------------------------- | ----------------------- |
| Dolyniwka                | Долинівка        | Долиновка (Dolinowka)                   | Gnadental               |
| Nowi Kaplany             | Нові Каплани     | Новые Капланы (Nowyje Kaplany)          | Cașpalat                |
| Nowomyrne                | Новомирне        | Новомирное (Nowomirnoje)                | Fridenstal-Nou          |
| Selena Balka             | Зелена Балка     | Зелёная Балка (Seljonaja Balka)         | Demir-Hagi              |
| Wassyliwka               | Василівка        | Васильевка (Wassiljewka)                | Vasile-Stroescu         |
| Wosnessenka Perscha      | Вознесенка Перша | Вознесенка Первая (Wosnessenka Perwaja) | Vozneseni               |
| Wyschnjaky               | Вишняки          | Вишняки (Wischnjaki)                    | Arcizul-Nou (Neu-Arzis) |